# مؤسسه اطلاعات علمی و فناوری
مؤسسه اطلاعات علمی و فناوری (اختصاری INIST) (به انگلیسی: Institute of Scientific and Technical Information) (به فرانسوی: Institut de l'information scientifique et technique) مرکز مستندهای مرکز ملی پژوهش‌های علمی فرانسه که در فرانسه قرار دارد. مأموریت اصلی آن تسهیل دسترسی، تجزیه و تحلیل و جستجوی اطلاعات علمی و ترویج انتشارات و داده‌های تحقیقاتی است. از سال ۱۹۸۹، در ساختمانی طراحی شده توسط معمار ژان نوول در واندور لنانسی مستقر شده است.

## وبسایت رسمی
- وبگاه رسمی (به فرانسوی)
- I-Revues, E-Journal portal of INIST